# Manoir de Tromeur (Sérent)
Ne doit pas être confondu avec Manoir de Tromeur (Bohars).
Le manoir de Tromeur est un château situé sur la commune de Sérent, dans le département du Morbihan (France).

## Historique
Le premier manoir de Tromeur remonte au XVe siècle, où il semble avoir été le chef-lieu des seigneurs de Sérent, famille puissante de barons depuis le XIVe siècle.
L'ensemble manorial se présentait alors organisé autour d'une tour carrée close de murs, et était composé d'un petit manoir avec une tour d'escalier sur l'angle possédant un accès direct, d'un logis-porte, de communs, d'un colombier et d'un puits. Au XVIIIe siècle, Tromeur est racheté par une famille de parlementaires de Rennes, les Collobel. Le manoir est agrandi vers le sud et le nord, les façades sont rhabillées au goût du jour et, à l'intérieur, les pièces sont lambrissées. Mais tous ces aménagements restent d'une facture très simple. C'est aussi à cette époque que le parc commence à être organisé à la faveur du passage de l'entrée principale côté jardin. Au XIXe siècle, la distribution intérieure du manoir est divisée en deux avec la construction d'un escalier desservant la partie nord du manoir. Côté sud, des chambres sans caractère particulier sont aménagées.
Les façades et toitures du logis principal et du logis-porte, le colombier, les puits et sol de la cour pavée (parcelles cadastrales YA 141 et 142) furent inscrits à l'inventaire des monuments historiques par arrêté du 8 février 2000.

## Propriétaires
Les membres de la famille de Sérent participent activement à la politique du pays. Ils jouissent dans l'église paroissiale de tous les droits réservés aux seigneurs prééminenciers.
Jean de Sérent, seigneur de Tromeur, y est inhumé dans un tombeau de marbre blanc, orné de son gisant. La seigneurie qui a droit de haute, moyenne et basse justice va, par le jeu des alliances, changer de propriétaires à plusieurs reprises.
Le manoir est successivement la propriété des familles :
- Delhoaye (Symon Delhoaye en 1427),
- Hingant (en 1436),
- d'Avaugour (Julien d'Avaugour en 1536),
- Francheville (en 1630),
- Collobel du Bot-Langon (en 1664),
- Brébian (à la Révolution française),
- Kergoët,
- Gazeau des Boucheries,
- La Vallée et Givry.

Famille de Sérent
Famille d'Avaugour

## Description
L'ensemble manorial se présentait alors organisé autour d'une tour carrée close de murs, et était composé d'un petit manoir avec une tour d'escalier sur l'angle possédant un accès direct, d'un logis-porte, de communs, d'un colombier et d'un puits. 
Au XVIIIe siècle, le manoir est agrandi par les Collobel vers le sud et le nord, les façades sont réhabillées au goût du jour et, à l'intérieur, les pièces sont lambrissées. Mais tous ces aménagements restent d'une facture très simple. C'est aussi à cette époque que le parc commence à être organisé à la faveur du passage de l'entrée principale côté jardin.
Au XIXe siècle, la distribution intérieure du manoir est divisée en deux avec la construction d'un escalier desservant la partie nord du manoir. Côté sud, des chambres sans caractère particulier sont aménagées.
De l'édifice initial, remanié en 1740 par J. F. de Collobel de Tromeur, il ne subsiste qu'un portail et une « jolie » tourelle hexagonale qui abrite un escalier.